# Lessebo-Hovmantorps pastorat
Lessebo-Hovamntorps pastorat var ett pastorat i Njudung-Östra Värends kontrakt i Växjö stift som också bildar Lessebo-Hovmantorps kyrkliga samfällighet. Pastoratet omfattade alla församlingar i Lessebo kommun. Församlingarna slogs samman 2021 då detta flerförsamlingspastorat upphörde. 
Pastoratet bildades 2010 och bestod av
- Hovmantorps församling
- Lessebo församling
- Ljuders församling
- Ekeberga församling

Pastoratskod var 060614 (var före 2020 060114).